# Maipo

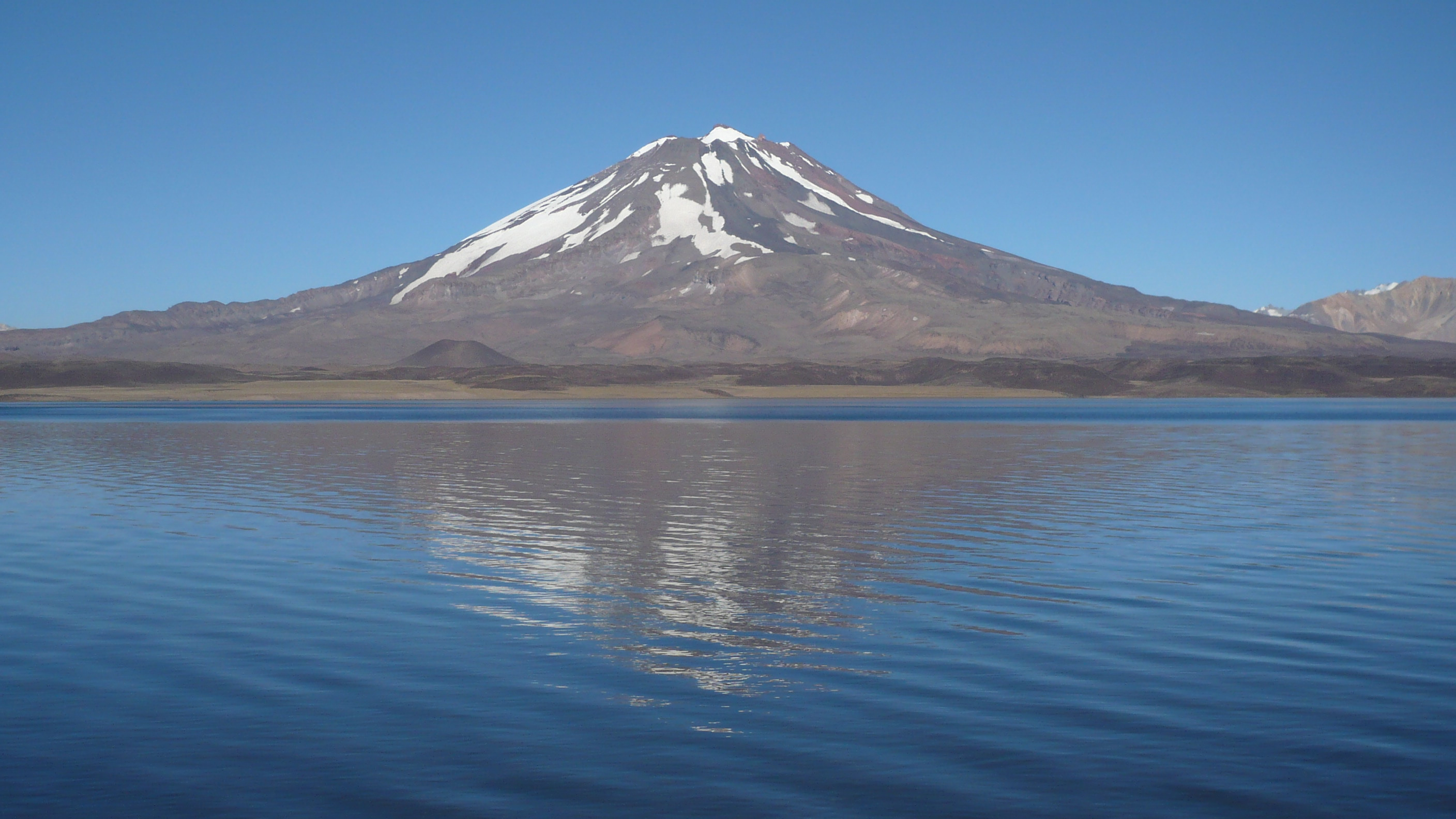
Maipo.

Maipo é um pico da Cordilheira dos Andes localizado na fronteira entre Argentina e Chile.